# Chiesa di San Michele (Almè)
La chiesa di San Michele  è un luogo di culto cattolico di Almè ed è risalente al IX secolo.

## Storia
In un atto di permuta di un fondo dell'807 è citata una chiesa dedicata all'arcangelo Michele in località di Almè, inserita in un Codex Diplomaticus. L'intitolazione a san Michele confermerebbe l'edificazione longobarda che avevano un particolare culto al santo di antica devozione. A fianco del luogo di culto vi era un maniero con la torre che con il tempo è diventata il campanile con ruolo di torre di avvistamento. La chiesa era soggetta al giuspatronato dei conti di Bergamo che avevano i diritti anche sul monastero di San Paolo d'Argon, ma nel 1079, la chiesa e tutti i beni passarono con atto di donazione all'abbazia di Cluny da parte dei conti Gisalberti che avevano confiscato tutte le proprietà dei conti di Bergamo.
Nel 1113 la gestione della chiesa passò al capitolo della chiesa di Sant'Alessandro di Bergamo, ma già nel 1174 i fabbricieri contestarono alla chiesa alessandrina il diritto di battezzare, diritto che fu concesso dal vescovo Guala, diventando il primo edificio ad aver diritto di battezzare senza aver il titolo di pievana, ma non ricevette mai il diritto di autonomia parrocchiale, che Almè ricevette nella chiesa di Santa Maria.
La principale informazione circa la situazione strutturale della chiesa è la visita pastorale di san Carlo Borromeo dell'autunno del 1575, che la descrisse "abbastanza decente e bene accomodata", adornata da una bella pala d'altare e con un portico esterno con tante colonne. Ordinò che le strutture fatiscenti adibite a pollai poste in prossimità fossero demolite nell'arco di otto giorni e che venissero chiuse le aperture troppo basse sulla facciata che erano accessibili agli animali che cercavano rifugio nell'aula. Questo fu rimosso nel 1832 perché l'ampiezza occupava il sedime stradale, diventando col il tempo d'impedimento alla viabilità. La torre campanaria fu restaurata nel 1659, probabilmente aveva parzialmente ceduto causando danno agli edifici vicini.
Contemporaneamente la chiesa fu oggetto di ampliamento, risulta che nel 1883 sia stato stipulato contratto tra i fabbricieri e i costruttori che dovevano ampliare la parte del coro. Nel Novecento furono eseguiti lavori di restauro con la scoperta di parte di un affresco quattrocentesco raffigurante la Madonna col Bambino.

## Descrizione

### Esterno
L'edificio di culto si affaccia sulla via ed è anticipato dal piccolo sagrato delimitato da paracarri. La facciata a capanna, molto semplice e intonacata presenta centralmente l'ingresso principale con contorno in pietra e con la parte superiore lunettata, ai lati due aperture rettangolari complete di inferriate e leggermente svasate verso l'esterno. La parte superiore presenta un rosone senza cornice e leggermente svasato con vetrata istoriata. I muri laterali sono in conci di fiume disposti a lisca di pesce rafforzati da contrafforti controspinta posti durante i lavori di consolidamento strutturale del Settecento. Vi sono tracce di due bifore romaniche tamponate. Sul lato a sud vi è un piccolo cortine chiuso da una cancellata.

### Campanile
La torre campanaria in stile romanico, in conci di fiume disposti orizzontalmente è particolarmente interessante. Presenta due monofore con contorno in laterizio murate e le bifore con colonnina in pietra arenaria in stile toscano con contorno sempre in laterizio.

### Interno
L'interno a unica navata anticipata dalla bussola lignea, è diviso da un arcone a sesto acuto in due campate. L'arco regge la copertura a due spioventi del tetto composta da tavolette in cotto affrescate. Nella seconda campata a destra si conserva l'affresco quattrocentesco raffigurante la Madonna in trono con Bambino inserita in un piccolo altare in marmo di Zandobbio. L'arco trionfale collega l'aula alla zona presbiteriale, dove si ammira un affresco mariano sul lato a destra e che termina con il coro absidato.